# Edith Roosevelt
Edith Kermit Carow Roosevelt, född 6 augusti 1861 i Norwich i Connecticut, död 30 september 1948 i Oyster Bay på Long Island i New York, var hustru till Theodore Roosevelt och USA:s första dam 1901–1909.

## Biografi
Edith var dotter till en rik köpman. Hon och Theodore Roosevelt hade varit barndomsvänner. Sedan hans första hustru, Alice Hathaway Lee Roosevelt, avlidit 1884 återknöt han bekantskapen med Edith, och de gifte sig i London 2 december 1886. Paret fick fyra söner och en dotter.
Hon lät göra en stor ombyggnad av Vita huset under sin tid som "First Lady". Hon lät separera kontoren i Vita huset från bostadsrummen och invigde ett porträttrum där porträtt av presidentfruarna samlades, vilket blev en succé. Hon beskrivs som en skicklig och diplomatisk societetsvärdinna som kraftigt utvidgade presidentens representationsliv, då hon ansåg att presidentfrun skulle betraktas som nationens värdinna och försökte kontrollera allmän moral genom att inkludera eller utesluta personer från gästlistan utifrån moralavseende. 
Hon var den första presidentfrun som fick sin egen presidentstab, då hon anställde en personlig sekreterare för att administrera hennes schema. Hon blev också den första presidentfrun att resa utomlands, då hon åtföljde maken på hans resa till Panama. Hon ska ha utövat ett diskret inflytande över maken, då hon höll sig politiskt insatt och informerade honom om de nyheter hon ansåg att han borde vara informerad om och gav honom sin åsikt. Hon agerade kontaktperson mellan honom och den brittiska diplomaten Cecil Spring Rice och försåg honom med information om det rysk-japanska kriget som gjorde det möjligt för honom att medla mellan parterna 1905. 
Hon avled 30 september 1948 på familjens sommarställe i Oyster Bay i New York där hon också ligger begravd.